# Крамарівка (Богодухівський район)
Крамарі́вка — село в Україні, у Коломацькій селищній громаді Богодухівського району Харківської області. Населення становить 53 осіб. До 2017 орган місцевого самоврядування — Різуненківська сільська рада.

## Географія
Село Крамарівка знаходиться на лівому березі річки Коломак, вище за течією на відстані 1 км розташоване село Різуненкове, нижче за течією примикає село Явтухівка. На відстані 1 км розташоване село Прядківка. Поруч проходить автомобільна дорога E40 (М03).

## Історія
12 червня 2020 року, розпорядженням Кабінету Міністрів України № 725-р «Про визначення адміністративних центрів та затвердження територій територіальних громад Харківської області», увійшло до складу Коломацької селищної громади.
19 липня 2020 року, в результаті адміністративно-територіальної реформи і ліквідації Коломацького району, село увійшло до складу Богодухівського району.